# Jean-Baptiste Lautard
Jean-Baptiste Lautard, né à Puget-Théniers le 10 avril 1768, mort à Marseille le 5 octobre 1855, est un médecin français ayant exercé à l'Hôpital des insensés dit de Saint-Lazare de Marseille.

## Biographie
Après des études de médecine poursuivies à Montpellier, il s'installe à Marseille. Le 2 février 1801 il est appelé aux fonctions de médecin de la maison des insensés, c'est-à-dire des fous, poste qu'il occupera durant 36 ans. Il se marie à Marseille le 29 novembre 1801 avec Mlle Thérèse Sophie Paul, fille de Joseph Vincent Auguste Paul, négociant, agent de change, courtier royal et banquier, et de Magdeleine Angélique Perrin. Le 8 mars 1809 il est nommé à l'Académie de Marseille dont il sera le secrétaire perpétuel de 1816 à 1855. Il est également membre des Académies de Turin et de Stockholm, de la Société des statistiques de Marseille et correspondant de l'Institut.
Fidèle aux idées humanistes de Philippe Pinel dans le traitement des maladies mentales, il indique dans son ouvrage La maison des fous de Marseille sa conception de la maladie et de son traitement ainsi que son combat pour l'amélioration des conditions de vie dans les hospices d'aliénés. Il œuvre pour le remplacement du vétuste hôpital Saint Lazare ; ses efforts aboutiront à la construction de l'asile d'aliénés de la Timone.
Jean-Baptiste Lautard est par ailleurs un homme cultivé : il parle plusieurs langues étrangères et connait le grec et le latin. Il possédait une bibliothèque d'environ 5 000 volumes avec de nombreux auteurs classiques : Platon, Homère, Diodore de Sicile, etc, ainsi que de rares ouvrages tels que les œuvres complètes d'Hippocrate et de Gallien, en 12 volumes in-fol., aux armes de Pie VI. Il possédait également une précieuse collection de 290 lettres autographes du roi René ; après sa mort, ces lettres furent achetées par la Bibliothèque d'Aix-en-Provence.

## Hommage
- Chevalier de la Légion d'honneur le 4 octobre 1814[5].
- Une rue de Marseille porte son nom.

## Publications
- Jean-Baptiste Lautard, Histoire de l'Académie de Marseille depuis sa fondation en 1726 jusqu'en 1826, vol. I, Marseille, Achard, 1826, 470 p. (lire en ligne).
- Jean-Baptiste Lautard, Histoire de l'Académie de Marseille depuis sa fondation en 1726 jusqu'en 1826, vol. II, Marseille, Achard, 1829, 455 p. (lire en ligne).
- Jean-Baptiste Lautard, Histoire de l'Académie de Marseille depuis sa fondation en 1726 jusqu'en 1826, vol. III, Marseille, Achard, 1843, 411 p. (lire en ligne).
- Jean-Baptiste Lautard, La maison des fous de Marseille : Essai historique et statistique sur cet établissement depuis sa fondation en 1699 jusqu'en 1837, Marseille, Achard, 1840, 293 p. (lire en ligne).